# Ana García Blaya
Pour les articles homonymes, voir García.
Ana García Blaya, née le 18 novembre 1979 à Buenos Aires, est une réalisatrice de cinéma argentine.

## Biographie
Ana García Blaya étudie les Sciences de la Communication à l'Université de Buenos Aires. En 2015, elle suit un atelier d'écriture de scénario avec le réalisateur Pablo Solarz. Elle scénarise sa propre enfance. À la mort de son père, elle présente le scénario au concours de l'Institut National de Cinéma et Arts Audiovisuels. Elle remporte le prix, ce qui entraîne la réalisation. En 2019, elle réalise son premier long métrage Les bonnes intentions.
En 2022, elle réalise La uruguaya, basée sur le roman éponyme de Pedro Mairal. L'auteur lui donne la liberté d'adapter librement le roman, qui est centré sur un personnage masculin, immature. Le film est centré sur le personnage féminin et donne une vision féministe de l'histoire.

## Films
- Les meilleures intentions (Las buenas intenciones), 85 min, 2019
- La uruguaya, 78 min, 2022

## Prix et distinctions
- prix du scénario,Concours de l'Institut National de Cinéma et Arts Audiovisuels (INCAA), 2017
- meilleure direction, Festival International du film de Mar del Plata, 2022[4]